# Less Than Zero (Label)
Less Than Zero ist ein seit 1995 aktives italienisches Independent-Label.

## Geschichte
Unter dem Einfluss von Controlled Bleeding und Merzbow begann Gabriele Giuliani 1995 damit Noise unter dem Projektnamen Dead Body Love zu veröffentlichen. Bereits früh war sein eigenes Werk mit den Unternehmen Slaughter Productions und Old Europa Café verbunden. Inspiriert von diesen bekannten italienischen Noise- und Industrial-Labeln initiierte er sein eigenes Label Less Then Zero.
Als erste Veröffentlichung erschien Stand In Blood von Dead Body Love. Neben eigenen Projekten wie dem Harsh-Noise-Wall-Vorreiter Dead Body Love, dem Dark-Ambient-Projekt Drift und dem Death-Industrial-Projekt Discordance, veröffentlichte Less Than Zero Tonträger, vornehmlich MCs, von bekannten Interpreten des Noise und Post-Industrial.

## Künstler (Auswahl)
- Atrax Morgue
- Aube
- Contagious Orgasm
- Dead Body Love
- Discordance
- Government Alpha
- Incapacitants
- K2
- Macronympha
- MSBR
- Pain Jerk
- Richard Ramirez
- Skin Crime